# Dolmen de la Crête
Le dolmen de la Crête, appelé aussi dolmen de l'Artoir ou allée couverte de la cote 197, est une allée couverte située à Vautorte, dans le département français de la Mayenne.

## Protection
L'allée couverte fait l’objet d’un classement au titre des monuments historiques par arrêté du 8 août 1990.

## Description
Le monument est mentionné en 1893 par F. Faucon sous le nom de « dolmen de l'Artoir ». Il a été édifié sur une crête de grès armoricain recouverte de loess. Il s'agit probablement d'une allée couverte, mais l'hypothèse d'un dolmen à couloir à entrée latérale n'est pas totalement écartée. L'allée est orientée est-ouest. Elle mesure un peu moins de 12 m de longueur. Elle comporte une chambre sépulcrale de forme rectangulaire très allongée à laquelle est accolée une cellule terminale.
Roger Bouillon a fouillé l'édifice en 1984. Le matériel archéologique découvert comprend une quarantaine de tessons d'une céramique à fond rond ou plat, assez grossière et non décorée, des outils lithiques (2 grattoirs, 2 fragments de lame retouchée) et deux perles à perforations biconiques.